# Philadelphia Eagles 2004
La stagione 2004 dei Philadelphia Eagles è stata la 72ª disputata dalla franchigia nella National Football League. Gli Eagles furono una delle formazioni di maggior successo della lega a partire dall'arrivo di Andy Reid e Donovan McNabb nel 1999, raggiungendo i playoff per quattro stagioni consecutive, arrivando alla finale della NFC nel 2001, 2002 e 2003, non riuscendo però mai a raggiungere il Super Bowl. Con gli arrivi del wide receiver Terrell Owens, del defensive end Jevon Kearse e del middle linebacker Jeremiah Trotter, la squadra, alla quarta occasione, batté gli Atlanta Falcons nella finale di conference, qualificandosi per il Super Bowl XXXIX, il secondo della sua storia, perso contro i New England Patriots.

## Calendario

### Stagione regolare
| Turno | Data               | Avversario          | Risultato          | Stadio                   | Pubblico           |                    |
| ----- | ------------------ | ------------------- | ------------------ | ------------------------ | ------------------ | ------------------ |
| 1     | 12/9/2004          | New York Giants     | V 31–17            | Lincoln Financial Field  | 67,532             |                    |
| 2     | 20/9/2004          | Minnesota Vikings   | V 27–16            | Lincoln Financial Field  | 67,676             |                    |
| 3     | 26/9/2004          | Detroit Lions       | V 30–13            | Ford Field               | 62,472             |                    |
| 4     | 3/10/2004          | Chicago Bears       | V 19–9             | Soldier Field            | 61,894             |                    |
| 5     | Settimana di pausa | Settimana di pausa  | Settimana di pausa | Settimana di pausa       | Settimana di pausa | Settimana di pausa |
| 6     | 17/10/2004         | Carolina Panthers   | V 30–8             | Lincoln Financial Field  | 67,707             |                    |
| 7     | 24/10/2004         | Cleveland Browns    | V 34–31, DTS       | Cleveland Browns Stadium | 73,394             |                    |
| 8     | 31/10/2004         | Baltimore Ravens    | V 15–10            | Lincoln Financial Field  | 67,715             |                    |
| 9     | 7/11/2004          | Pittsburgh Steelers | S 27–3             | Heinz Field              | 64,975             |                    |
| 10    | 15/11/2004         | Dallas Cowboys      | V 49–21            | Texas Stadium            | 64,190             |                    |
| 11    | 21/11/2004         | Washington Redskins | V 28–6             | Lincoln Financial Field  | 67,720             |                    |
| 12    | 28/11/2004         | New York Giants     | V 27–6             | Giants Stadium           | 78,830             |                    |
| 13    | 5/12/2004          | Green Bay Packers   | V 47–17            | Lincoln Financial Field  | 67,723             |                    |
| 14    | 12/12/2004         | Washington Redskins | S 17–14            | FedExField               | 90,089             |                    |
| 15    | 19/12/2004         | Dallas Cowboys      | V 12–7             | Lincoln Financial Field  | 67,723             |                    |
| 16    | 27/12/2004         | St. Louis Rams      | S 20–7             | Edward Jones Dome        | 66,129             |                    |
| 17    | 2/1/2005           | Cincinnati Bengals  | S 38–10            | Lincoln Financial Field  | 67,074             |                    |

### Playoff
| Turno            | Data             | Avversario           | Risultato | Stadio                  | Pubblico |
| ---------------- | ---------------- | -------------------- | --------- | ----------------------- | -------- |
| Divisional       | 16/1/2005        | Minnesota Vikings    | V 27–14   | Lincoln Financial Field | 67,722   |
| NFC Championship | 23/1/2005        | Atlanta Falcons      | V 27–10   | Lincoln Financial Field | 67,717   |
| Super Bowl XXXIX | February 6, 2005 | New England Patriots | S 24–21   | ALLTEL Stadium          | 78,125   |